# Импроприация
Импроприация — термин английского канонического права, являлась назначением дохода от десятины церковного бенефиция для мирян. С введением приходской системы в Англии у собственности должен был иметься владелец. Им был parochianus, или пастор/настоятель прихода, который содержался за счёт доходов от благотворительного фонда, в то же время лично обеспечивавший врачевание душ. С течением времени бенефиции стали считаться частью собственности, владелец которой мог исполнять духовные обязанности наместника, и многие из них присваивались монастырями или иными духовными собраниями. Они обязаны были предоставить священника для лечения душ в приходе, однако могли использовать любой излишек дохода на своё усмотрение.
Импроприация была аналогичной, за исключением того, что получателем был мирянин или светская корпорация, которая была обязана предоставить священнослужителя для обслуживания прихода и для его содержания. После 1200 г. ни один мирянин не мог заниматься врачеванием душ, однако денежные взносы всё равно иногда производились. Когда монастырская собственность перешла в руки мирян во время Реформации, многие присвоения были преобразованы в импроприации, и в 1603 г. из 9 284 бенефициаров примерно 3 489 находились в руках импроприаторов или светских настоятелей. По обычаю они были обязаны содержать алтарь в хорошем состоянии.

## Споры
Импроприации вызывали ожесточённые споры, поскольку они являлись видом симонии. Импроприации можно было купить для усиления влияния той или иной части протестантского движения. Это было проблематично, потому что у прихожан было мало альтернатив официальной церкви, а импроприации использовались в основном в период религиозного становления английской истории, когда баланс сил между протестантскими (в первую очередь между официальной религией и пуританами) сектами имел большое значение. Импроприации также критиковали за то, что, когда эта политика использовалась для увеличения власти служителя, то усугубляла привычку к «плюрализму», когда один служитель служил нескольким церквам, обычно плохо.

## Пуританские движения
Импроприации подверглись критике со стороны пуритан на конференции в Хэмптон-Корте в 1604 г. Яков I согласился отменить их, однако реформа так и не была реализована.
Организация пуритан под названием Feoffees for Impropriations ответила сбором средств. Формально она существовал с 1625 по 1633 г. Деньги использовались для покупки импроприаций и advowsons, что позволяло кандидатам из пуритан занимать священнические должности. Подавление феоффеев судебным иском было ранним движением лаудианства.

## Более поздняя история
Особое проявление разногласий, вызванных импроприацией, касалось сбора десятины в XVII в., отказ от уплаты которой был символом веры, которого упорно придерживались квакеры, особенно в период с 1652 по 1700 г.